# Paul Eberhard Kreisel
Paul Eberhard Kreisel (* 24. August 1931 in Vielau; † 11. November 2011) war ein deutscher Kirchenmusiker und Komponist.

## Leben
Kreisel studierte in den 1950ern in Leipzig die Fächer Komposition, Klavierspiel und Dirigieren. In der Folge übernahm er das Kantorenamt in Kirchberg und unterrichtete als Lehrer an der Musikschule Aue unter anderem in Glauchau und Zwickau. Als er zum Kantor am Zwickauer Dom St. Marien berufen wurde, gab er seine Musikschultätigkeit auf. Dieses Kirchenamt hatte er von 1962 bis 1996 inne.
Im Laufe von Kreisels Schaffen entstanden zahlreiche Kompositionen für Chor- und Kammermusik, Instrumentalkonzerte, Orchesterstücke, Lieder, Orgelliteratur. Neben über 1200 Choralvorspielen schuf er über 160 größere Werke und Zyklen.

## Ehrungen
- Christoph-Graupner-Ehrenpreis (1998)[2]
- Martin-Römer-Ehrenmedaille der Stadt Zwickau (1999)[2]
- Verdienstorden der Bundesrepublik Deutschland am Bande (2010)[1]